# پیسه‌تپه ۱۱
پیسه تپه ۱۱ مربوط به سده‌های اولیه دوران‌های تاریخی پس از اسلام است و در شهرستان همدان، بخش مرکزی، دهستان هگمتانه، ۹۰۰ متری ضلع جنوب غربی شهر جورقان واقع شده و این اثر در تاریخ ۱۴ اسفند ۱۳۸۵ با شمارهٔ ثبت ۱۷۸۷۱ به‌عنوان یکی از آثار ملی ایران به ثبت رسیده است.